# Чапаевский (микрорайон Перми)
 Чапаевский  — микрорайон в Орджоникидзевском районе города Перми.

## География
Микрорайон находится в левобережной части Орджоникидзевского района на возвышенном плато к востоку от улицы Соликамская. С юга ограничен спуском к долине речки Язовая, с востока и севера лесными массивами и садоводческими кооперативами. Крайней восточной точкой микрорайона является улица Лянгасова.

## История
Первый дом будущего поселка Чапаевский появился в 1913 году. Тогда это был дачный поселок железнодорожников. Интенсивная застройка поселка началась в 1934 году. В 1938 году поселок стал именоваться именем Чапаева, его улицы получили названия. В 1940 году поселок вошел в состав Перми вместе со всем организованным Орджоникидзевским районом. С тех пор он долгое время оставался зоной малоэтажной застройки. Однако, в микрорайоне все-таки построено 6 многоквартирных домов. Значимых промышленных предприятий и социальных объектов в микрорайоне нет. С другой стороны, на запад от микрорайона находится обширная промзона с большим количеством предприятий как Орджоникидзевского, так и Мотовилихинского района. Характерной особенностью микрорайона является наличие цыганской диаспоры подразделения кэлдэраров румынского происхождения, осевшей в микрорайоне в 1979 году.

## Улицы
Основные улицы и переулки в широтном направлении: Липовая, Кизеловская, Токарная и четыре Еловских переулка, в меридиональном Чапаева, Еловая, Новогодняя и Александра Пархоменко.

## Образование
Средняя школа №131 (до 2020 года №88).

## Транспорт
Микрорайон связан с другими микрорайонами города 2 автобусными маршрутами:
- 58 М-н Васильевка - М-н Вышка-1
- 77к М/н Кислотные Дачи — Ул. Мильчакова

На выезде из микрорайона на улицу Соликамская имеется автобусная остановка Вторчермет, на которой останавливаются автобусы 18, 24, 32

## Достопримечательности
Рядом с микрорайоном (примерно 500 м на восток от юго-восточной окраины) при спуске улицы Лянгасова в долину речки Язовая находится часовня Михаила Тверского, построенная на вероятном месте расстрела великого князя Михаила Романова.